# Pedro Tenorio
Pedro Tenorio   (Talavera de la Reina, 1328 - Toledo, 18 de maig de 1399) fou un religiós i arquebisbe espanyol. Procedía d'una família gallega instal·lada a Toledo i amb forts interessos econòmics a la zona de Talavera. Inicià la seva carrera eclesiàstica com ardiaca a Toro, obtenint més tard una canongía a Zamora que li reportà estabilitat.
Es va mantenir al costat dels Trastàmara durant la Guerra Civil castellana, fet que el portà a l'exili a França i Itàlia. Aprofità aquest tempts per ampliar la seva formació, arribant a donar classes de dret canònic a Roma.
Retornà a Castella al temps de la instauració del Papat a Avinyó, participant en la batalla de Najera on el seu germà perdé la vida i ell fou capturat. Alliberat set mesos més tard, el 1371 fou nomenat bisbe i enviat a la diòcesi de Coimbra. A les lluites a la cort castellana i en contra de la idea d'Enric II de Castella, el Papa Gregori XI el nomenà arquebisbe de Toledo.
Els primers anys inicià una àmplia reforma dels tribunals eclesiàstics, fins que Joan I de Castella l'integrà en el Consell Reial i adquirí gran notorietat política. A partir d'aquest instant, elaborà una gran reforma monàstica, participà en la guerra que sostenia Castella amb Portugal i fou clau en la posició de Castella dins de la cisma d'Occident.
La crisi que sofrí el regne amb la mort de Joan I el convertiren en peça clau per l'arribada d'Enric III, encara que com a membre del Consell de Regència arribà a sofrir presó a la conspiració de varis religiosos i nobles per facilitar la invasió de Portugal. El 1393, alliberat, torna a prendre un paper protagonista a la Cort, encar que la mort li sobrevindria sis anys més tard.
La seva tasca a l'arxidiòcesi de Toledo i, en general, a la ciutat, es va notar en la seva gran capacitat constructora que afectà a la Catedral de Santa Maria de Toledo i al denominat Pont de l'Arquebisbat.

## Galeria d'imatges

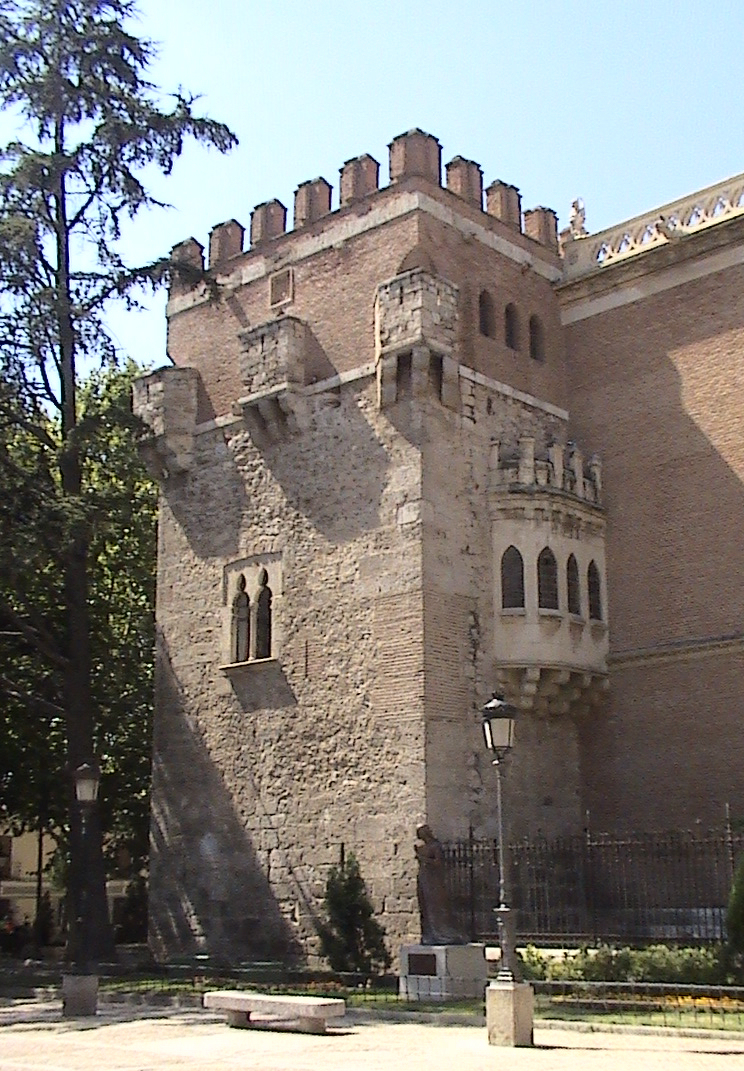
Torrassa de Tenorio, al Palau Arquebisbal de Alcalá de Henares (Madrid).
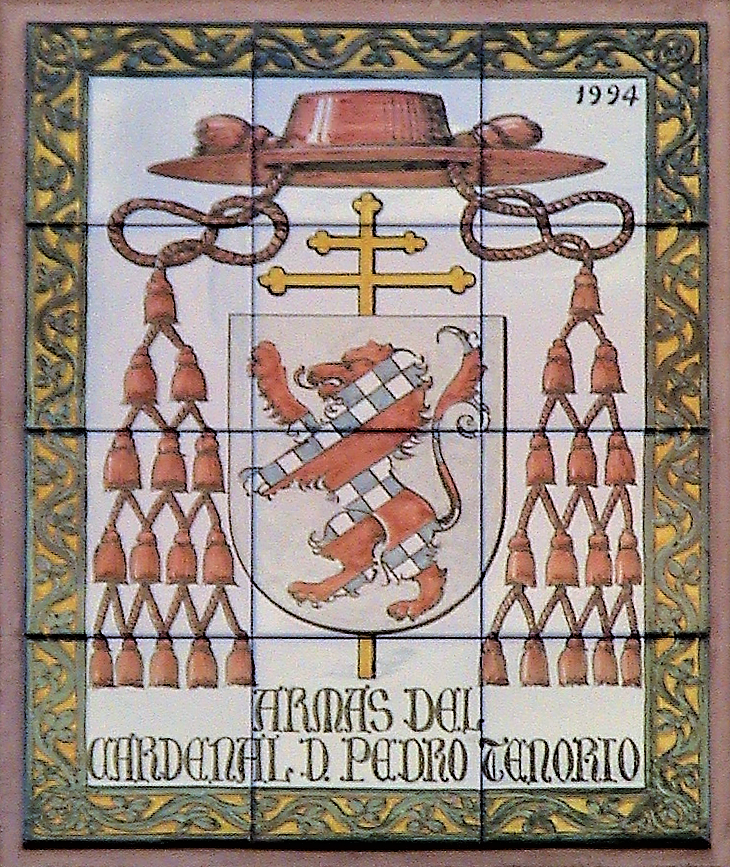
Escut de Pedro Tenorio com a arquebisbe de Toledo.